# جي. أ. دبليو. لوري
جي. أ. دبليو. لوري هو محامي وسياسي أمريكي، ولد في 12 يناير 1848 في Bellevue, Bossier Parish, Louisiana ‏ في الولايات المتحدة، وتوفي في 20 مايو 1899 في بينتون في الولايات المتحدة. نشط حزبياً في الحزب الديمقراطي. وقد انتخب المدعي العام ‏.